# Иванов, Михаил Викторович
Михаил Викторович Иванов (род. 19 января 1971 года, СССР) — советский и российский хоккеист, нападающий.

## Биография
Воспитанник хоккейной школы московского «Спартака». Мастер спорта России международного класса. Привлекался в национальную сборную России, на этапы Еврохоккейтура: Кубок Прагобанка и Кубок Карьяла в 1997 году.
Дебютировал на высшем уровне в составе родного «Спартака» в чемпионате СССР 1988/89 годов.
В сезонах 1995/96 и 1996/97 выступал за «Северсталь». В сезоне 1996/97 стал лучшим снайпером чемпионата России (25 шайб).
В 1997 году перешёл в столичное «Динамо». в составе которого выступал по 2002 год. Завоевал с командой золото чемпионата России сезона 1999/2000. Финалист Евролиги сезонов 1997/1998 и 1998/1999.
В сезоне 2003/2004 вернулся в «Спартак», выступавший в высшей лиге и помог родному клубу вернуться в Суперлигу. Выступал за «Спартак» по сезон 2007/2008, после чего принял решение завершить профессиональную карьеру.

## Статистика выступлений
```
                                            --- Регулярный сезон---  ---- Плей-офф ----

Сезон    Команда                     Лига     И   Г   ГП   О   Штр    И   Г   ГП О Штр
--------------------------------------------------------------------------------------
1988-89  Спартак (Москва)            ЧСССР    5   1    0   1    0     -   -   -  -  -
1989-90  Спартак (Москва)            ЧСССР    3   0    0   0    0     -   -   -  -  -
1990-91  Аргус (Москва)                          Статистика не предоставлена
1991-92  Алиса (Москва)                          Статистика не предоставлена
1992-93  Спартак (Москва)             МХЛ    38   16   7   23  28     -   -   -  -  -
1993-94  Спартак (Москва)             МХЛ    43   26   8   34  56     -   -   -  -  -
1994-95  Спартак (Москва)             МХЛ    36   18   14  32  64     -   -   -  -  -
1995-96  Северсталь(Череповец)        МХЛ    51   15   14  29  38     -   -   -  -  -
1996-97  Северсталь(Череповец)        РХЛ    44   25   14  39  24     -   -   -  -  -
1997-99  Динамо (Москва)              РХЛ    42   14   15  29  24     -   -   -  -  -
1998-99  Динамо (Москва)              СЛ     42   9    5   14  27     -   -   -  -  -
1999-00  Динамо (Москва)              СЛ     38   15   9   24  22     -   -   -  -  -
2000-01  Динамо (Москва)              СЛ     44   13   12  25   8     -   -   -  -  -
2001-02  Динамо (Москва)              СЛ     35   10   9   19  16     -   -   -  -  -
         Динамо-2 (Москва)            ПЛ      2   0    2   2    0     -   -   -  -  -
2002-03  Крылья Советов (Москва)      СЛ     44   4    12  16  20     -   -   -  -  -
2003-04  Спартак (Москва)             ВЛ     60   28   31  59  26     8   0   1  1  8
2004-05  Спартак (Москва)             СЛ     54   10   6   16  28     -   -   -  -  -
         Спартак-2 (Москва)           ПЛ      2   3    3   5    2     -   -   -  -  -
2005-06  Спартак (Москва)             СЛ     41   9    12  21  28     3   0   0  0  2
2006-07  не выступал                   -      -   -    -   -    -     -   -   -  -  -
2007-08  Спартак (Москва)             СЛ     38   3    6   9   28     5   0   0  0  2
         Спартак-2 (Москва)           ПЛ      5   8    1   9    4     -   -   -  -  -
-------------------------------------------------------------------------------------- 

```